# Tharra
Tharra är ett släkte av insekter. Tharra ingår i familjen dvärgstritar.

## Dottertaxa tillTharra, i alfabetisk ordning[1]
- Tharra acusifera
- Tharra angusta
- Tharra arca
- Tharra asolita
- Tharra aurulenta
- Tharra biclades
- Tharra bicornipes
- Tharra bidentis
- Tharra bimaculata
- Tharra bispiculata
- Tharra borneoensis
- Tharra bucina
- Tharra caledoniensis
- Tharra ciliata
- Tharra coacta
- Tharra constricta
- Tharra costata
- Tharra crenulata
- Tharra curtisi
- Tharra danae
- Tharra doni
- Tharra dorsimacula
- Tharra emilyae
- Tharra epidentata
- Tharra evansi
- Tharra flamma
- Tharra flavocosta
- Tharra flavomaculata
- Tharra forissa
- Tharra frontalis
- Tharra gladia
- Tharra grandis
- Tharra gressitti
- Tharra hackeri
- Tharra hades
- Tharra hamata
- Tharra hammeri
- Tharra hebridensis
- Tharra insoluta
- Tharra kalypso
- Tharra kassiphone
- Tharra kirkaldyi
- Tharra knighti
- Tharra kraussi
- Tharra labena
- Tharra lamma
- Tharra lanceolata
- Tharra leai
- Tharra lenta
- Tharra leucomelana
- Tharra limbata
- Tharra lineata
- Tharra lutea
- Tharra maai
- Tharra maculiceps
- Tharra marlatti
- Tharra metallica
- Tharra nakatai
- Tharra nausikaa
- Tharra nauskoides
- Tharra nigroides
- Tharra nitida
- Tharra ocellata
- Tharra ochracea
- Tharra ogygia
- Tharra oxyomma
- Tharra papuaensis
- Tharra pectoides
- Tharra perbrevis
- Tharra perlucida
- Tharra permagna
- Tharra picta
- Tharra pustula
- Tharra quadrifida
- Tharra robusta
- Tharra rufivena
- Tharra sarawakensis
- Tharra serrata
- Tharra solomonensis
- Tharra spinulata
- Tharra stabula
- Tharra straminea
- Tharra subapicalis
- Tharra subquadrata
- Tharra tahitiensis
- Tharra terminalis
- Tharra testacea
- Tharra tiarata
- Tharra transversa
- Tharra trispinata
- Tharra turrita
- Tharra ventriosa
- Tharra vesca
- Tharra vesculata
- Tharra villicaris
- Tharra villosa
- Tharra vitiensis
- Tharra vittata